# John Kean (Politiker, 1756)
John Kean (* 1756 in Charleston, Province of South Carolina; † 4. Mai 1795 in Philadelphia, Pennsylvania) war ein US-amerikanischer Politiker, der als Delegierter aus South Carolina am Kontinentalkongress teilnahm.
John Kean betätigte sich zunächst in South Carolina im kaufmännischen Gewerbe. Im Verlauf der amerikanischen Revolution schloss er sich dem Aufstand gegen die britische Kolonialmacht an und geriet 1780 bei der Einnahme Charlestons durch General Henry Clinton in Gefangenschaft, woraufhin er mehrere Monate an Bord eines Gefängnisschiffs verbrachte.
Als er wieder auf freiem Fuß war, wurde er von General George Washington in die Kommission berufen, die den Zahlungsverkehr der Kontinentalarmee prüfte. Von 1785 bis 1787 wurde er als Delegierter aus South Carolina zu den Sitzungen des Kontinentalkongresses nach New York entsandt. Ab 1791 fungierte er – erneut auf Vorschlag des inzwischen zum US-Präsidenten gewählten George Washington – als Kassierer der Bank of the United States in Philadelphia, was er bis zu seinem Tod im Mai 1795 blieb. Er wurde auf dem dortigen St. John’s Churchyard beigesetzt.
Auch drei seiner Nachkommen wurden politisch tätig: Seine Urenkel John Kean und Hamilton Fish Kean  wurden US-Senatoren für New Jersey; sein Urenkel Robert Kean vertrat diesen Bundesstaat im US-Repräsentantenhaus.